# Емблема штату Мадг'я-Прадеш
Емблема штату Мадх'я-Прадеш — офіційна печатка уряду індійського штату Мадг'я-Прадеш.

## Дизайн
Емблемою є кругла печатка із зображенням Левової капітелі Ашоки перед баньяновим деревом. Капітель і дерево лева підтримуються стеблами пшениці та рису, а вся емблема оточена 24 фігурами пелюсток лотоса.

## Історичні емблеми

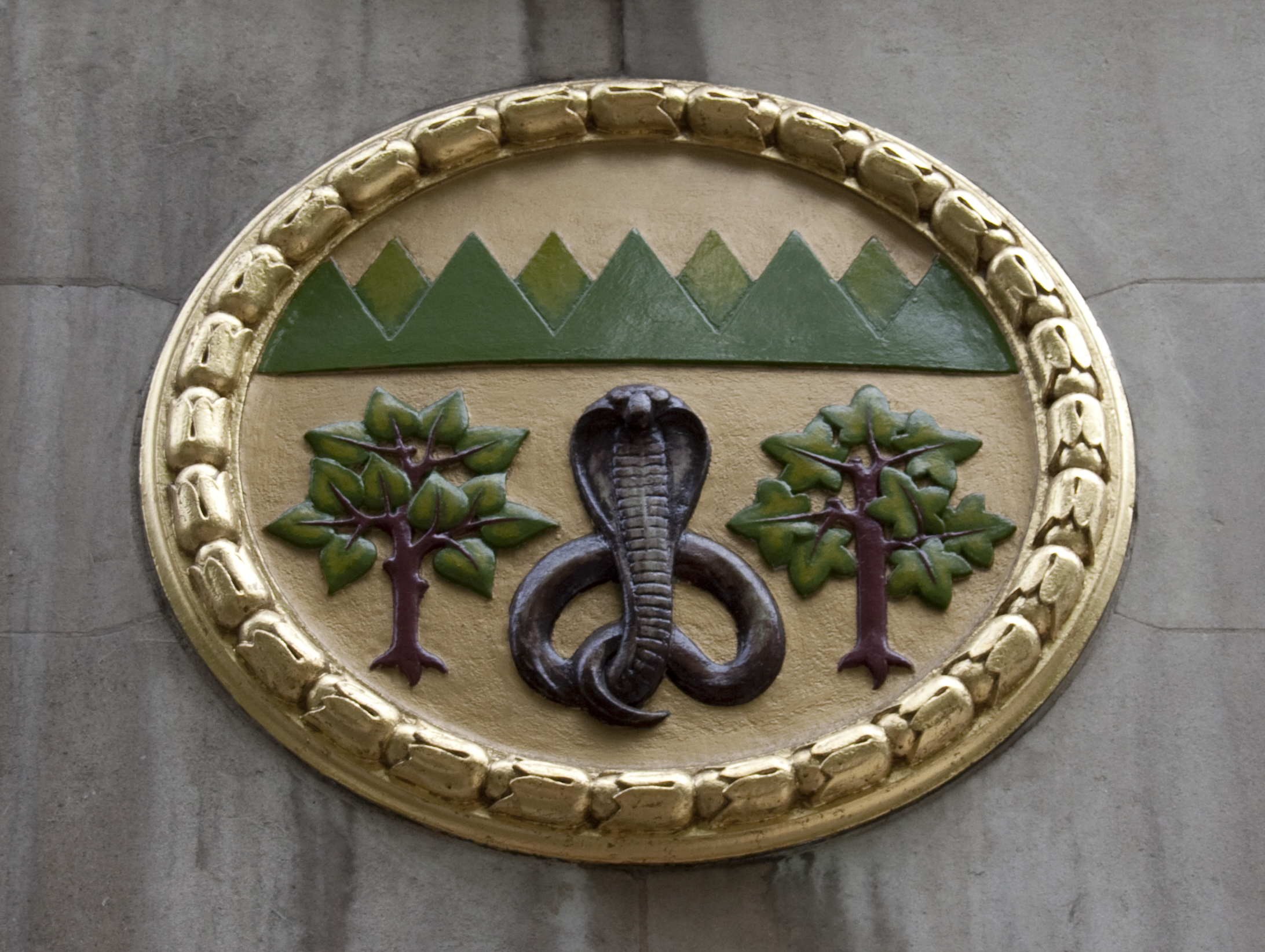
Емблема центральних провінцій і Берара під час Британського панування
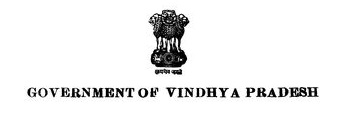
Емблема колишнього штату Вінд'я-Прадеш

### Тубільні держави

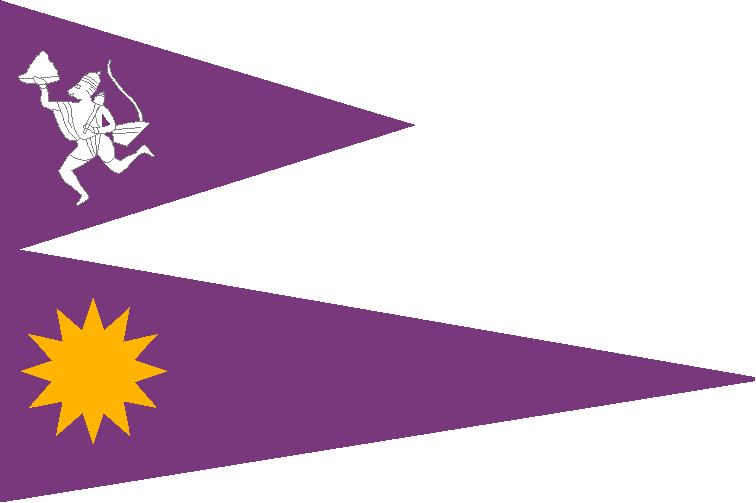
Аджайгарх
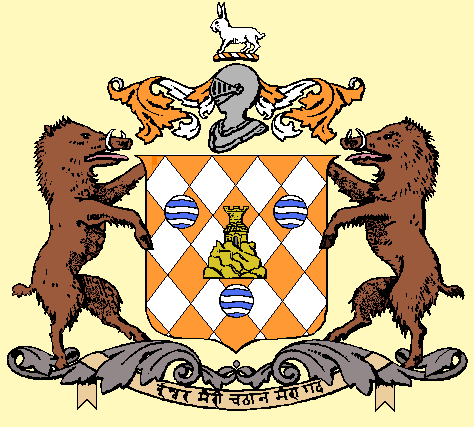
Аліраджпур
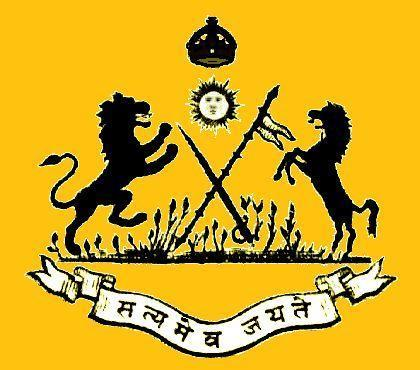
Бараундха
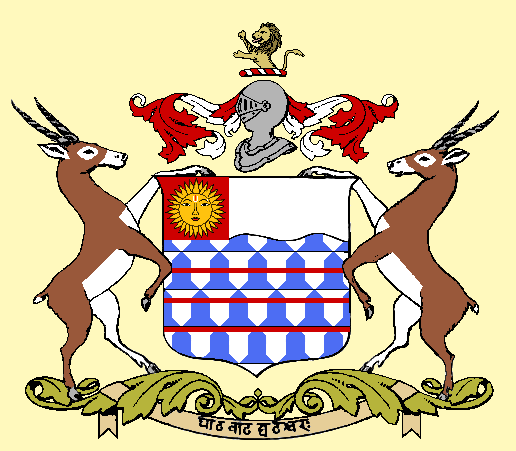
Барвані
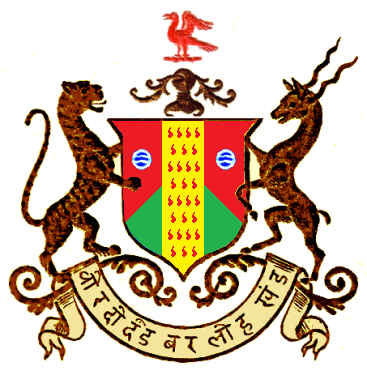
Біджавар
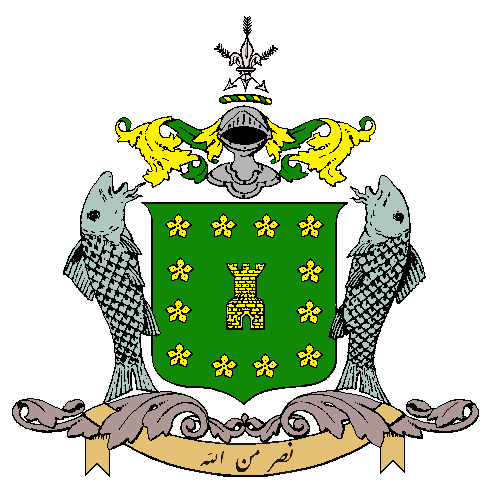
Бхопал
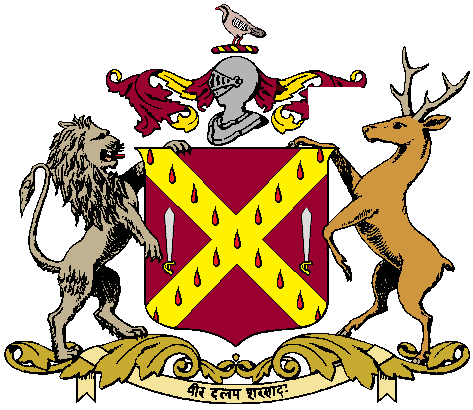
Датія
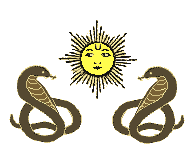
Гваліор
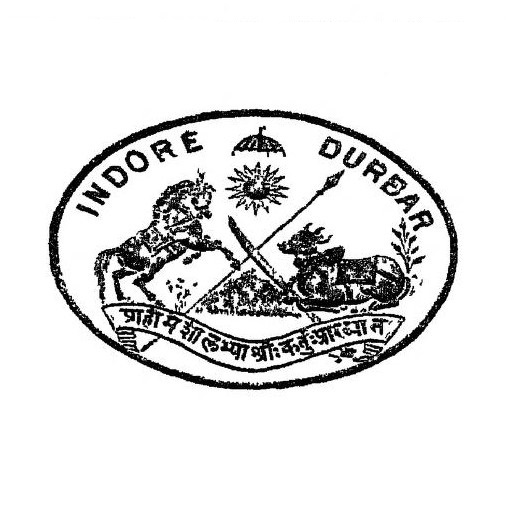
Індор
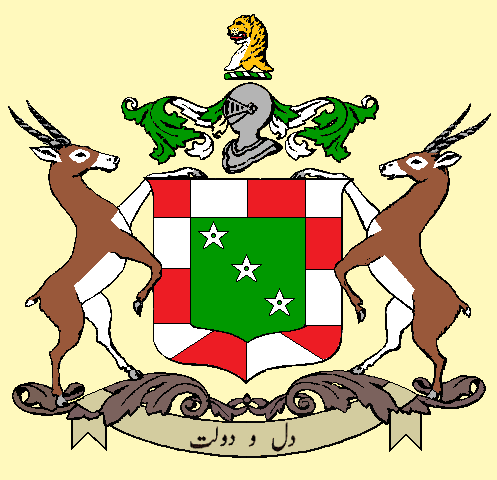
Джаора
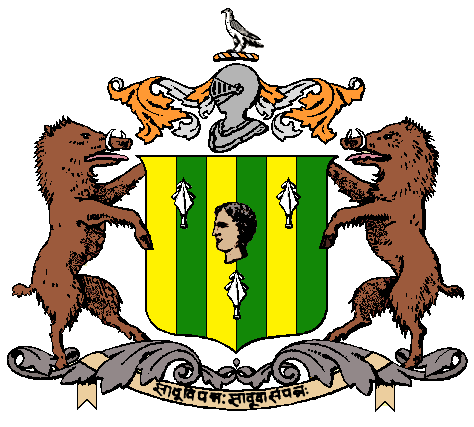
Джхабуа
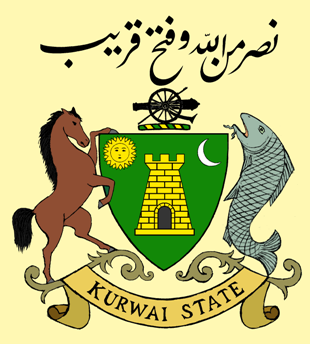
Курвай
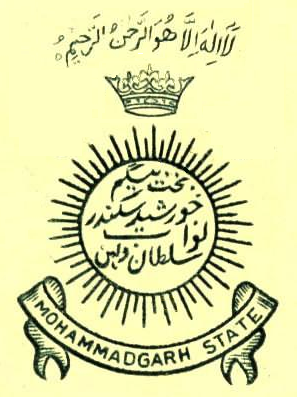
Мохаммадгарх
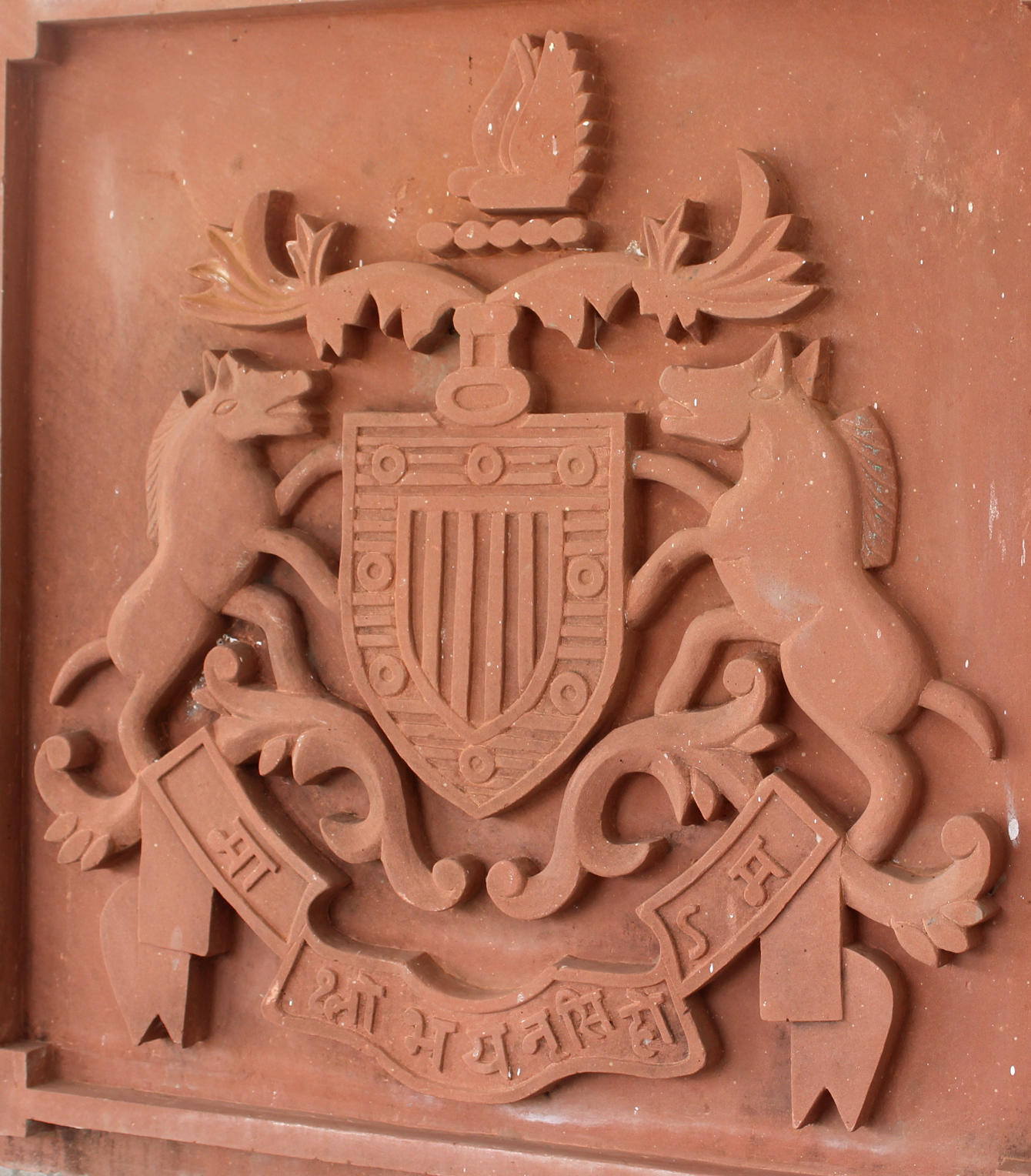
Нарсінґхґарх
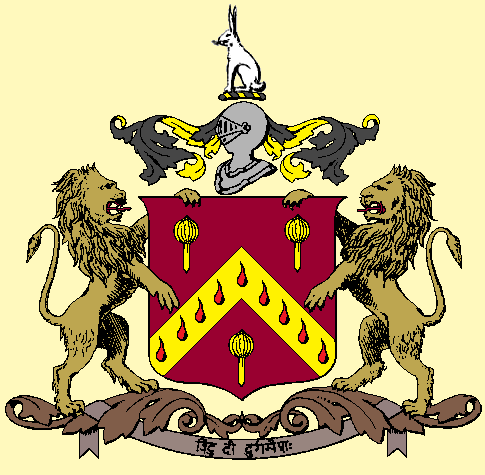
Орчха
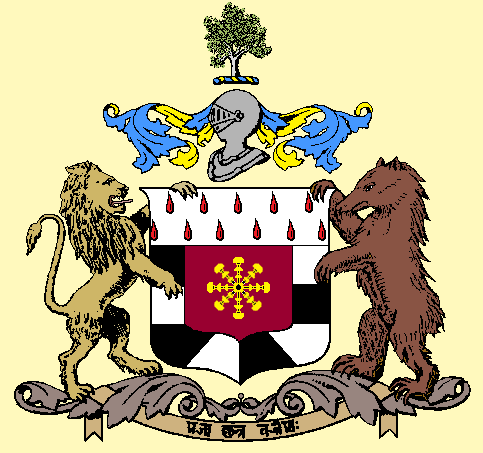
Панна
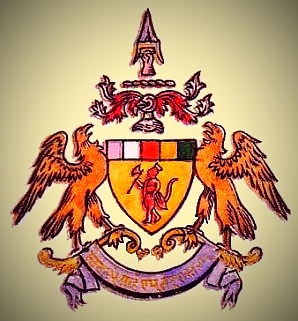
Ратлам
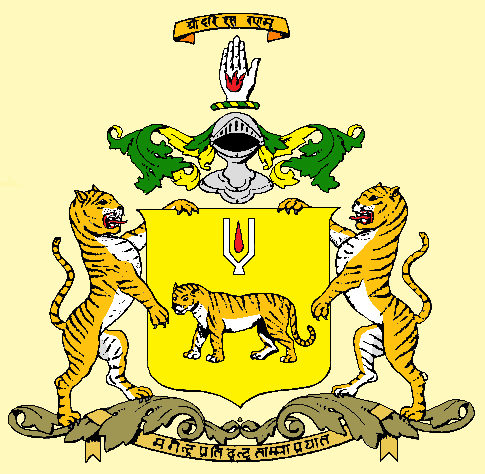
Рева
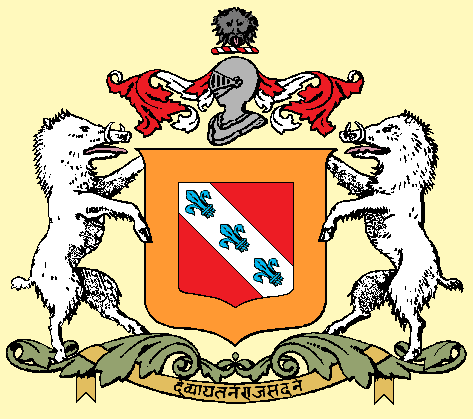
Сітамау
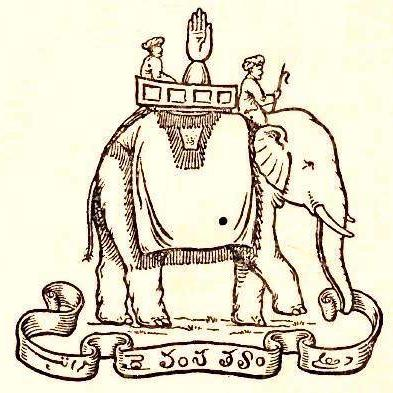
Венкатагірі

## Урядовий прапор
Уряд Мадх'я-Прадеш може бути представлений прапором із зображенням емблеми штату на білому полі.

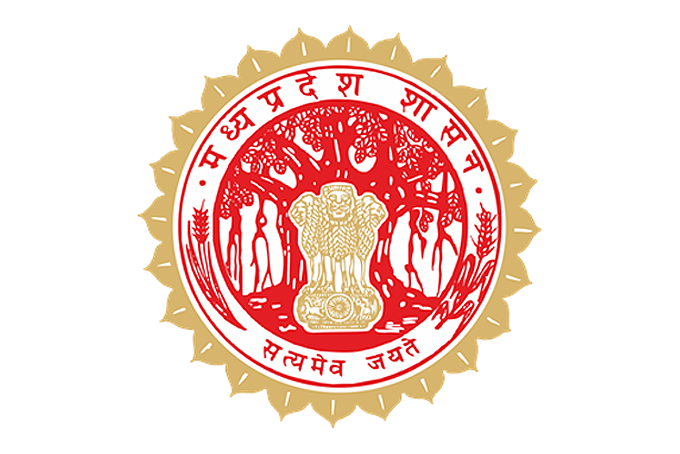
Прапор штату Мадг'я-Прадеш